# Chaubardiella pacuarensis
Chaubardiella pacuarensis är en orkidéart som beskrevs av Rudolph Jenny. Chaubardiella pacuarensis ingår i släktet Chaubardiella och familjen orkidéer.
Artens utbredningsområde är Costa Rica. Inga underarter finns listade i Catalogue of Life.